# Théodore Baron

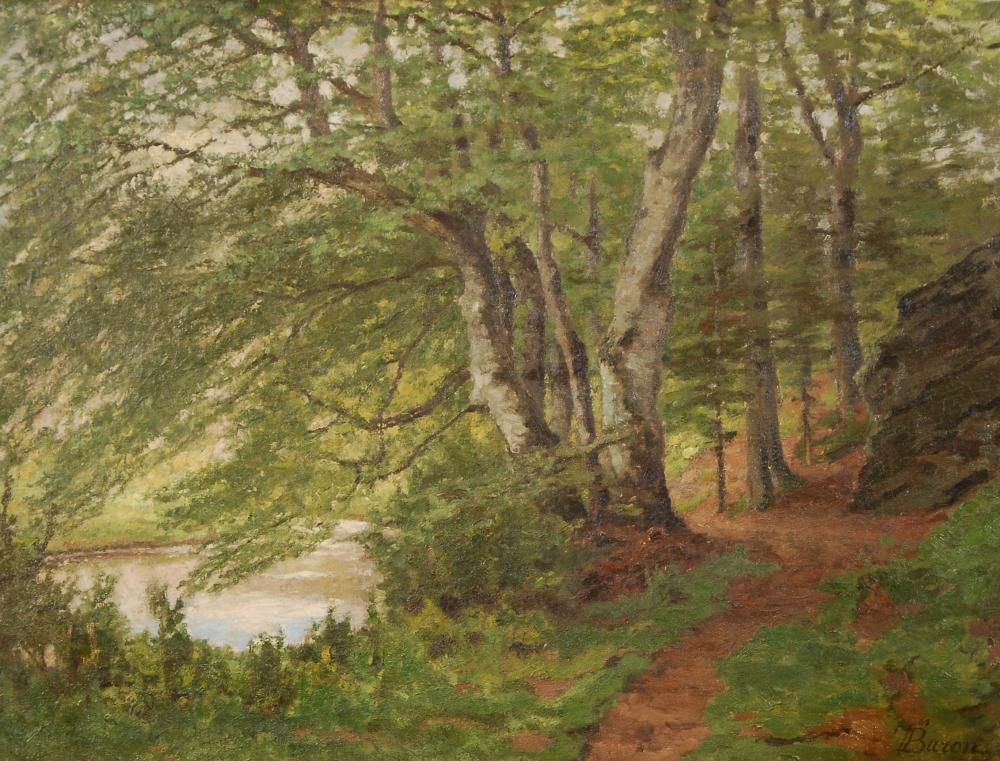
Ufer eines Waldtümpels

Théodore Baron (* 20. August 1840 in Brüssel; † 4. September 1899 in Saint-Servais, Namur) war ein belgischer Landschaftsmaler und Kunstpädagoge.
Baron studierte von 1854 bis 1858 an der Académie royale des Beaux-Arts de Bruxelles bei Hyppolyte de la Charlerie, Louis Dubois, François-Joseph Navez und Henri van der Hecht.
Er war 1868 Gründungsmitglied der Société libre des Beaux-Arts. Baron wurde 1882 zum Professor, 1894 zum Direktor der Académie des beaux arts à Namur berufen. Er war Initiator der neuen Landschaftsschule und malte die Ardennen, die Maas, Kalmthout und die Campine.
Théodore Baron wurde mit einem Denkmal von Charles van der Stappen in Namur geehrt.